# Јапанска царска морнарица
Јапанска царска морнарица (јап. 大日本帝国海軍, Дај Нипон Тејкоку Кајгун, Нипон Кајгун — Морнарица Великог Јапанског царства) је била ратна морнарица Јапанског царства после Меиџи обнове 1869, па до 1947, када је након јапанског пораза у Другом светском рату била распуштена.
Према Вашингтонском споразуму, била је трећа највећа свјетска морнарица иза Америчке морнарице и британске Краљевске ратне морнарице са омјером дотичних и јапанске морнарице 5:3.
Јапанска царска морнарица је одиграла кључну улогу у јапанској експанзији и освајањима због острвског положаја Јапана. Од мале и технолошки заостале ратне морнарице, узроковано јапанским затварањем страним утицајима под шогунатом Токугаве, Јапанска царска морнарица је сљедећи модернизацију и индустријализацију Јапана у Меиџи периоду постала пред почетак Другог светског рата, трећа свјетска ратна морнарица, технолошки водећа у многим пољима попут подморничарства и морнаричког ваздухопловства.
Званично је распуштена 1947. године.

## Историја
Јапан је средином 19. и почетком 20. века ушао у доба модернизације и индустријализације. Циљ Јапана је био да обогати земљу и ојача војску. Као држава развијао се много брже од осталих азијских држава. Само Јапанско друштво се мењало, а сама држава Јапан био је отворенији према спољном свету. Јапан је у 20. век ушао као најјача војна сила у Азији победивши у неколико спетакуларних битака морнарицу Руске империје као и Руску војску на копну чиме је Русија онеспособљена за даље ратне операције. Тиме је Јапан стекао самопоуздање и на прагу 20. века почињао да буде најјача војна сила у Азији. То ће врхунац достићи тек током Другог светског рата, али дотле Јапан ће ојачати своју војску и морнарицу и кренути на Кореју и Кину коју ће напасти. Кореја ће пасти а велики делови Кине биће освојени. У Кини ће Јапан створити марионетску државу Манџукуо. Јапан је био земља Самураја, али током XX. века самураји више нису били популарни у Јапану јер је дошло време модернизације и индустријског напретка, а сировине које ће бити Јапану неопходне можда ће га нагнати да крене у рат. Али било како било, Јапан ће скупо платити своју војну експанзију југоисточне Азије и Кине и бити поражен на крају рата.
Јапан је кроз скоро целу своју историју био изолован од остатка света. Јапанци су били веома затворени као народ и ни једна власт која је покушала да отвори Јапан према свету није се дуго одржала.
То ће почети да се мења када је комодор Пери, официр Америчке морнарице, послат са својом флотом од стране своје владе да натера Јапанце да отворе своје луке за трговину. Под претњом бомбардовања њихових градова Јапанци пристају 31. марта 1854. године да отворе луке за трговину. У неколико наредних година слични уговори су потписани и са европским државама. У земљи су тада избили немири, самураји и доста народа су били незадовољни овим уговором док су трговци и војска схватили да поновна изолација Јапана не би користила земљи а поготово њиховим интересима.
Услед немира 1867/68 долази до преврата у земљи и Цар Меиџи (Меиџи) долази на власт, који сели главни град из Кјотоа у Токио. Услед неповољних трговачких уговора са западним силама Цар Меиџи одлучује да модрнизује земљу и изгради нову војску како би могао да очува независност Јапана. Веома брзо извршене су реформе. Јапан постаје демократска земља, изједначују се права свих грађана, одузима се власт шогуна, мења се систем образовања и почиње индустрализација Јапанске привреде. Војска је такође реформисана. Уведена је мобилизација, Јапанска армија је организована по Пруском моделу док је Морнарица пратила Енглески модел.
Услед недостатка сировина јапанска привреда није могла да настави да се развија брзим темпом. Јапанци због тога одлучују да прошире своју земљу чиме би обезбедили већу сигурност и више сировина. 1. августа 1894. године објављују рат Кини, потапају Кинеску северну флоту и освајају Кореју и Манџурију. После пет месеци ратовања ова нова модернизована Јапанска Армија и Морнарица однеле су победу и Кина је морала да пристане на мир. Јапан тада добија острва Тајван и Пекадорес а Кореја је добила независност под покровитељством јапанске владе.
Русија која је сматрала северну Кореју као своју интересну сферу није била задовољна овим Јапанским успесима те је 8. фебруара 1904. године избио рат између Јапана и Русије. Јапанци на мору односе победу, док је на копну после почетних успеха јапанских дошло до стагнације где ни једна страна није могла више да напредује. 27/28. маја 1905. године Јапанска Флота под командом легендарног Адмирала Тогоа наноси страховит пораз Руској Балтичкој Флоти која је допловила из Европе. Потопљени су сви Руски бродови и Русија више никад неће бити велика сила на мору. Услед револуције која се десила у Русији и овог пораза на мору, они пристају на мир 5. септембра 1905. Јапанци добијају Јужну половину острва Сахалин, призање им се цела Кореја у њихову сферу утицаја и Русија обећава да ће повући своје јединице из Манџурије.
После ове победе Јапан је постао прва велика сила у Источној Азији. Убрзо после тога Јапан анектира Кореју 1910. године што ће дати крила јапанској привреди у даљем развоју.
У Првом светском рату Јапан улази на страну сила Антанте и осваја Немачке Колоније на Пацифику и Источној Азији а убрзо после тога учествује и у рату против Лењинове Русије у склопу мултинационалне експедиције. Јапанске трупе окупирају Северну Манџурију која после ове интервенције остаје у Јапанским рукама. Велике победе на свим фронтовима дижу углед војске и морнарице у народу и они у Јапану организују неколико инцидената (убистава политичара) после којих људи из Армије и Морнарице постају доминантни у политици.